# Callopistria nauticorum
Callopistria nauticorum är en fjärilsart som beskrevs av Willie Horace Thomas Tams 1935. Callopistria nauticorum ingår i släktet Callopistria och familjen nattflyn. Inga underarter finns listade i Catalogue of Life.